# Sarit-Sarak
Sarit-Sarak er en våbenløs kampkunst fra Manipur-provinsen i Øst-Indien. Den hænger tæt sammen med Thang-ta, idet de oftest dyrkes samtidigt.